# Campionato italiano Ice Sledge Hockey 2010-2011
Il Campionato italiano Ice Sledge Hockey 2010-2011 è la settima edizione di questo torneo. Per la prima volta il campionato è stato organizzato dalla Federazione Italiana Sport del Ghiaccio, mentre in precedenza era in capo al Comitato Italiano Paralimpico.
Le South-Tyrol Eagles si aggiudicano il loro quarto titolo con cinque giornate di anticipo.

## Formula e partecipanti
Le compagini iscritte sono ancora una volta le tre rappresentative regionali di Piemonte (Tori Seduti), Lombardia (Armata Brancaleone) e Alto Adige (South-Tyrol Eagles, campioni in carica).
La formula prevede un girone di andata e ritorno a cui si aggiungono tre triangolari, da ospitarsi una volta ciascuno per le tre compagini.
In caso di parità al termine dei tempi regolamentari, viene giocato un tempo supplementare con la regola del golden gol. In caso di ulteriore parità, si passa ai tiri di rigore. Vengono assegnati tre punti alla squadra vincitrice nei tempi regolamentari, due alla squadra vincitrice ai tempi supplementari o ai rigori, un punto alla squadra sconfitta ai supplementari o ai rigori.

## Risultati
|                    | ARM | EAG | TOR | ARM       | EAG | TOR | ARM | EAG | TOR |
| ------------------ | --- | --- | --- | --------- | --- | --- | --- | --- | --- |
| Armata Brancaleone | —   | 0–7 | 2–1 | —         | 1–3 | 1–4 | —   | 2–4 | 1–2 |
| South-Tyrol Eagles | 6–1 | —   | 4–0 | 4–2       | —   | 3–0 | 4–2 | —   | 6–2 |
| Tori Seduti        | 2–0 | 0–5 | —   | 1–2 (dtr) | 3–5 | —   | 2–1 | 2–6 | —   |

| 6 novembre 2010 | South-Tyrol Eagles | 6 – 1 | Armata Brancaleone |  |

| 8 novembre 2010 | South-Tyrol Eagles | 4 – 0 | Tori Seduti |  |

| Torino 13 novembre 2010, ore 10:00 | Tori Seduti | 2 – 0 (0-0; 2-0; 0-0) | Armata Brancaleone | Palasport Tazzoli |

| Torino 13 novembre 2010, ore 16:00 | Armata Brancaleone | 0 – 7 (0-2; 0-2; 0-3) | South-Tyrol Eagles | Palasport Tazzoli |

| Torino 14 novembre 2010, ore 10:30 | Tori Seduti | 0 – 5 (0-2; 0-1; 0-2) | South-Tyrol Eagles | Palasport Tazzoli |

| 21 novembre 2010 | Armata Brancaleone | 2 – 1 | Tori Seduti |  |

| Egna 4 dicembre 2010, ore 12:00 | South-Tyrol Eagles | 4 – 2 (2-1; 1-0; 1-1) | Armata Brancaleone | Palaghiaccio |

| Egna 4 dicembre 2010, ore 19:15 | Armata Brancaleone | 1 – 4 (0-2; 0-1; 1-1) | Tori Seduti | Palaghiaccio |

| Egna 5 dicembre 2010, ore 10:00 | South-Tyrol Eagles | 3 – 0 (1-0; 0-0; 2-0) | Tori Seduti | Palaghiaccio |

| 11 dicembre 2010 | Tori Seduti | 3 – 5 | South-Tyrol Eagles |  |

| 19 dicembre 2010 | Armata Brancaleone | 1 – 3 | South-Tyrol Eagles |  |

| 15 gennaio 2011 | Tori Seduti | 1 – 2 (d.t.s.) | Armata Brancaleone |  |

| Varese 5 marzo 2011, ore 8:45 | Armata Brancaleone | 1 – 2 (0-0; 1-1; 0-1) | Tori Seduti | PalAlbani |

| Milano 5 marzo 2011, ore 13:45 | South-Tyrol Eagles | 6 – 2 (4-2; 1-0; 1-0) | Tori Seduti | Stadio del ghiaccio Agorà |

| Milano 6 marzo 2011, ore 18:15 | South-Tyrol Eagles | 4 – 2 (0-1; 3-1; 1-0) | Armata Brancaleone | Stadio del ghiaccio Agorà |

## Classifica
| Pos | Squadra            | G  | V  | VS | PS | P | GF | GS | DG  | Pt |
| --- | ------------------ | -- | -- | -- | -- | - | -- | -- | --- | -- |
| 1   | South-Tyrol Eagles | 10 | 10 | 0  | 0  | 0 | 47 | 11 | +36 | 30 |
| 2   | Tori Seduti        | 10 | 3  | 0  | 1  | 6 | 15 | 29 | −14 | 10 |
| 3   | Armata Brancaleone | 10 | 1  | 1  | 0  | 8 | 12 | 34 | −22 | 5  |

## Classifica marcatori e assist
In tutti casi (classifica marcatori, classifica assist e classifica marcatori+assist) primi quattro classificati sono tutti giocatori della squadra campione d'Italia.
| Squadra            | Giocatore          | Punti | Reti | Assist |
| ------------------ | ------------------ | ----- | ---- | ------ |
| South-Tyrol Eagles | Florian Planker    | 35    | 23   | 12     |
| South-Tyrol Eagles | Werner Winkler     | 22    | 7    | 15     |
| South-Tyrol Eagles | Gianluigi Rosa     | 19    | 11   | 8      |
| South-Tyrol Eagles | Gianluca Cavaliere | 14    | 5    | 9      |
| Tori Seduti        | Andrea Chiarotti   | 10    | 5    | 5      |
| Tori Seduti        | Grégory Leperdi    | 10    | 2    | 8      |
| Armata Brancaleone | Marco Re Calegari  | 6     | 4    | 2      |
| South-Tyrol Eagles | Piero Ambrosi      | 6     | 0    | 6      |
| Armata Brancaleone | Bruno Balossetti   | 5     | 4    | 1      |
| Tori Seduti        | Andrea Macrì       | 4     | 3    | 1      |
| Tori Seduti        | Paolo Barbero      | 4     | 2    | 2      |
| Armata Brancaleone | Igor Stella        | 3     | 2    | 1      |
| South-Tyrol Eagles | Julian Kasslatter  | 3     | 1    | 2      |
| Tori Seduti        | Giuseppe Condello  | 3     | 0    | 3      |
| Armata Brancaleone | Fabio Cortellezzi  | 3     | 0    | 3      |
| Tori Seduti        | Valerio Corvino    | 2     | 2    | 0      |
| South-Tyrol Eagles | Nils Larch         | 2     | 0    | 2      |
| Tori Seduti        | Luca Piccinino     | 1     | 1    | 0      |
| Armata Brancaleone | Roberto Radice     | 1     | 1    | 0      |
| Tori Seduti        | Luigi Gill         | 1     | 0    | 1      |